# 第33独立自動車化狙撃旅団 (ロシア陸軍)
第33独立自動車化狙撃旅団（だい33どくりつじどうしゃかそげきりょだん、ロシア語: 33-я отдельная мотострелковая бригада、略称33 омсбр）は、ロシア陸軍の旅団。第150自動車化狙撃師団隷下。

## 歴史
2016年12月、第150自動車化狙撃師団隷下の第102自動車化狙撃連隊に再編された。

## 編制
- 第838独立自動車化狙撃大隊（軍部隊62411）：山岳歩兵
- 第839独立自動車化狙撃大隊（軍部隊64484）：山岳歩兵
- 第490独立自走榴弾砲大隊（軍部隊46291）
- 第1198独立偵察大隊（軍部隊44562）：山岳歩兵
  - 特殊任務偵察中隊
- 通信大隊
- 高射ミサイル中隊
- 電波電子戦中隊
- 工兵中隊
- 修理中隊
- 物資保障中隊
  - 荷駄輸送小隊：馬x56
  - 獣医保障所：分隊級
- 衛生中隊
  - 手術・包帯小隊
  - 衛生・後送小隊
- 警備小隊
- 放射線・化学・生物学防護小隊
- 統制小隊：砲兵部長の指揮
- 統制小隊：偵察班長の指揮
- 統制分隊：防空部長の指揮
- 軍楽隊
- 新聞編集部・印刷所
- 演習場
- 第31特使・郵便勤務局（軍部隊61686）
- 警備犬支隊

## 装備
- MT-LB
- 122mm自走榴弾砲2S1「グヴォージカ」 x18
- 120mm迫撃砲2S12「サニ」 x18
- ZU-23-2 x8